# Pararrhynchium oceanicum
Pararrhynchium oceanicum är en stekelart som beskrevs av Sk. Yamane 1990. Pararrhynchium oceanicum ingår i släktet Pararrhynchium och familjen Eumenidae. Utöver nominatformen finns också underarten P. o. miyanoi.